# NGC 5455

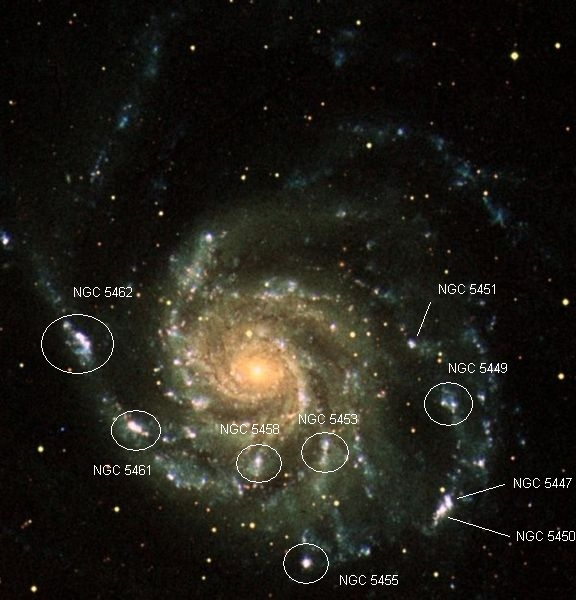
Messier 101 na zdjęciu NASA. NGC 5455 to mały, jasny, okrągły obszar u dołu zdjęcia.

NGC 5455 – chmura gwiazd i obszar H II w południowej części galaktyki Messier 101 znajdującej się w gwiazdozbiorze Wielkiej Niedźwiedzicy. Odkrył ją 27 kwietnia 1851 roku Bindon Stoney – asystent Williama Parsonsa.